# Марк Валерий Брадуа Клавдиан
Марк Валерий Брадуа Клавдиан (на латински: Marcus Valerius Bradua Claudianus) е сенатор и политик на Римската империя от 2 век.
Произлиза от клон Брадуа на фамилията Валерии от Лигурия. Роднина е на Марк Валерий Брадуа, който е през 171 – 172 г. управител на провинция Долна Мизия.
Около 172 г. той е суфектконсул. Баща е на Марк Валерий Брадуа Маврик (консул 191 г. и проконсул на провинция Африка 206 г.).